# Nekrolog Dezember 2015
Nekrolog
◄◄
| ◄
| 2011
| 2012
| 2013
| 2014
| 2015 | 2016 | 2017 | 2018 | 2019 | ► | ►►
Januar |
Februar |
März |
April |
Mai |
Juni |
Juli |
August |
September |
Oktober |
November |
Dezember 2015
Weitere Ereignisse | Allgemeiner Nekrolog 2015
Die Beschreibung der verstorbenen Person sollte so kurz wie möglich gehalten sein und nur deren signifikante Tätigkeit(en) enthalten.
Neue Namen ggf. auch unter dem Geburts- und Sterbedatum, also etwa unter 1. Januar und im Geburts- und Sterbejahr (2024) eintragen (nur bei entsprechender großer Wichtigkeit). Für Beispiele siehe die schon vorhandenen Artikel.
Außerdem über die fünf zuletzt Verstorbenen, zu denen es einen ausreichend guten Artikel für eine Präsentation auf der Hauptseite gibt, nach der todesbedingten Überarbeitung der Artikel ggf. auch unter Wikipedia Diskussion:Hauptseite informieren und sie am besten auch in den anderen Wikipedia-Sprachversionen eintragen. Tipp: Regelmäßig bei news.google.de nach „ist tot“, „gestorben“ oder „verstorben“ suchen.
Wenn eine Person gestorben ist, gibt es viele Seiten zu dieser Person in der Wikipedia, die davon auch betroffen sind und entsprechend aktualisiert werden müssen. Beispiele: Namenübersichtsseite, Geburtsjahr, Geburtsort-Seiten und viele mehr.
Wie finde ich die betroffenen Seiten?
Im Suchfeld auf der linken Seite gibt man den Suchbegriff so ein: „Vorname Nachname“. Dann klickt man auf Volltext und alle Seiten mit entsprechendem Suchtext werden aufgerufen. Hier sieht man dann schnell, wo auch das Todesjahr Sinn macht oder sogar ein Teil des Artikels angepasst werden muss. Auch hilft das „Werkzeug“ auf der linken Seite sehr gut, um solche Seiten aufzufinden: „Links auf diese Seite“. Somit ist die Wikipedia wieder aktuell in allen Bereichen! Hinweis: bei Eintragung der Kategorie „Gestorben JAHR“ wird der Missbrauchsfilter 49 ausgelöst, was jedoch nicht schlimm ist. Siehe: Spezial:Missbrauchsfilter/49
Dies ist eine Liste von im Dezember 2015 verstorbenen bekannten Persönlichkeiten. Die Einträge erfolgen innerhalb der einzelnen Daten alphabetisch sortiert. Tiere sind im Nekrolog für Tiere zu finden.

## Dezember
| Tag          | Name                                        | Beruf, bekannt als                                                                                        | Alter | Beleg                                                             |
| ------------ | ------------------------------------------- | --- | ----- | ----------------------------------------------------------------- |
| 31. Dezember | Wesley Burrowes                             | irischer Dramatiker und Drehbuchautor                                                                     | 85    |                                                                   |
| 31. Dezember | Natalie Cole                                | US-amerikanische Sängerin und Schauspielerin                                                              | 65    |                                                                   |
| 31. Dezember | Beth Howland                                | US-amerikanische Schauspielerin                                                                           | 74    |                                                                   |
| 31. Dezember | Alfred Manz                                 | deutscher Mediziner                                                                                       | 94    |                                                                   |
| 31. Dezember | Ekrem Pakdemirli                            | türkischer Politiker und Diplomat                                                                         | 76    |                                                                   |
| 31. Dezember | Marvin Panch                                | US-amerikanischer Autorennfahrer                                                                          | 89    |                                                                   |
| 31. Dezember | Heinz Pfeiffer                              | deutscher Kunstradfahrer und Trainer                                                                      | 83    |                                                                   |
| 31. Dezember | Dal Richards                                | kanadischer Jazz-Musiker                                                                                  | 97    |                                                                   |
| 31. Dezember | Wayne Rogers                                | US-amerikanischer Schauspieler                                                                            | 82    |                                                                   |
| 31. Dezember | Daniel Leo Ryan                             | US-amerikanischer Bischof                                                                                 | 85    |                                                                   |
| 31. Dezember | Richard Sapper                              | deutscher Industriedesigner                                                                               | 83    |                                                                   |
| 31. Dezember | Erich Tschernitz                            | österreichischer Politiker                                                                                | 82    |                                                                   |
| 30. Dezember | George Andreadis                            | griechischer Schriftsteller                                                                               | 79    |                                                                   |
| 30. Dezember | Doug Atkins                                 | US-amerikanischer American-Football-Spieler                                                               | 85    |                                                                   |
| 30. Dezember | Jean-Albert Cartier                         | französischer Kunstkritiker und Kulturmanager                                                             | 85    |                                                                   |
| 30. Dezember | Jim Cruickshank                             | kanadischer Bischof                                                                                       | 79    |                                                                   |
| 30. Dezember | Howard Davis                                | US-amerikanischer Boxer                                                                                   | 59    |                                                                   |
| 30. Dezember | Jean Deroc                                  | Schweizer Choreograph                                                                                     | 90    |                                                                   |
| 30. Dezember | Klaus Kahnt                                 | deutscher Konteradmiral                                                                                   | 81    |                                                                   |
| 30. Dezember | Berthold Kupisch                            | deutscher Rechtswissenschaftler                                                                           | 83    |                                                                   |
| 30. Dezember | Artan Minarolli                             | albanischer Filmregisseur und Drehbuchautor                                                               | 57    |                                                                   |
| 30. Dezember | Herman Bianchi                              | niederländischer Rechtswissenschaftler und Kriminologe                                                    | 91    |                                                                   |
| 30. Dezember | Karl Kaus                                   | österreichischer Prähistoriker                                                                            | 75    |                                                                   |
| 30. Dezember | Fritz Nestle                                | deutscher Mathematikdidaktiker und Bildungsforscher                                                       | 85    |                                                                   |
| 30. Dezember | Nrusingha Charan Panda                      | indischer Wissenschaftler und Schriftsteller                                                              | 86    |                                                                   |
| 30. Dezember | Howard Pawley                               | kanadischer Politiker                                                                                     | 81    |                                                                   |
| 30. Dezember | Heikki Räisänen                             | finnischer Theologe                                                                                       | 74    |                                                                   |
| 30. Dezember | Zjef Vanuytsel                              | belgischer Sänger, Gitarrist und Architekt                                                                | 70    |                                                                   |
| 30. Dezember | Yuhanon Mor Philexinos                      | indischer Bischof                                                                                         | 74    |                                                                   |
| 29. Dezember | Sabino Acquaviva                            | italienischer Soziologe, Autor und Hochschullehrer                                                        | 88    |                                                                   |
| 29. Dezember | Leonhard Birkofer                           | deutscher Chemiker                                                                                        | 104   |                                                                   |
| 29. Dezember | Erich Gumplmaier                            | österreichischer Politiker                                                                                | 68    |                                                                   |
| 29. Dezember | Luděk Hřebíček                              | tschechischer Orientalist                                                                                 | 81    |                                                                   |
| 29. Dezember | Lothar Jaenicke                             | deutscher Biochemiker                                                                                     | 92    |                                                                   |
| 29. Dezember | Kim Yang-gon                                | nordkoreanischer Politiker                                                                                | 73    |                                                                   |
| 29. Dezember | Elżbieta Krzesińska                         | polnische Leichtathletin                                                                                  | 81    |                                                                   |
| 29. Dezember | Om Prakash Malhotra                         | indischer Militär und Politiker                                                                           | 93    |                                                                   |
| 29. Dezember | Ruth Mohrmann                               | deutsche Volkskundlerin                                                                                   | 70    |                                                                   |
| 29. Dezember | Wilhelm Schupp                              | österreichischer Tenor, Regisseur und Intendant                                                           | 68    |                                                                   |
| 29. Dezember | Pavel Srníček                               | tschechischer Fußballspieler                                                                              | 47    |                                                                   |
| 28. Dezember | Gottfried Arnold                            | deutscher Verleger und Politiker                                                                          | 82    |                                                                   |
| 28. Dezember | Jean Aubain                                 | französischer Komponist und Musikpädagoge                                                                 | 87    |                                                                   |
| 28. Dezember | Chris Barnard                               | südafrikanischer Schriftsteller                                                                           | 76    |                                                                   |
| 28. Dezember | John Bradbury                               | britischer Schlagzeuger                                                                                   | 62    |                                                                   |
| 28. Dezember | Joe Houston                                 | US-amerikanischer R&B-Musiker                                                                             | 89    |                                                                   |
| 28. Dezember | Eloy Inos                                   | US-amerikanischer Politiker                                                                               | 66    |                                                                   |
| 28. Dezember | Guru Josh                                   | britischer Musiker                                                                                        | 51    |                                                                   |
| 28. Dezember | Lemmy Kilmister                             | britischer Musiker                                                                                        | 70    |                                                                   |
| 28. Dezember | Eiji Kimizuka                               | japanischer General                                                                                       | 63    |                                                                   |
| 28. Dezember | Peter Limbourg                              | deutscher Diplomat                                                                                        | 100   |                                                                   |
| 28. Dezember | Ian Murdock                                 | US-amerikanischer Informatiker                                                                            | 42    |                                                                   |
| 27. Dezember | Nadschi al-Dscherf                          | syrischer Journalist und Dokumentarfilmer                                                                 | 37    |                                                                   |
| 27. Dezember | Youhannes Ezzat Zakaria Badir               | ägyptischer Bischof                                                                                       | 66    |                                                                   |
| 27. Dezember | Christopher Brooke                          | britischer Historiker                                                                                     | 88    |                                                                   |
| 27. Dezember | Stein Eriksen                               | norwegischer Skirennläufer                                                                                | 88    |                                                                   |
| 27. Dezember | Carlos Giacosa                              | uruguayischer Journalist                                                                                  | 79    |                                                                   |
| 27. Dezember | Heinz Gockel                                | deutscher Literaturwissenschaftler                                                                        | 74    |                                                                   |
| 27. Dezember | François Gross                              | Schweizer Journalist                                                                                      | 84    |                                                                   |
| 27. Dezember | Aidan Higgins                               | irischer Schriftsteller                                                                                   | 88    |                                                                   |
| 27. Dezember | Ellsworth Kelly                             | US-amerikanischer Maler und Bildhauer                                                                     | 92    |                                                                   |
| 27. Dezember | Günter Klein                                | deutscher evangelischer Theologe                                                                          | 87    |                                                                   |
| 27. Dezember | Ekkehard Kreft                              | deutscher Musikpädagoge, Musikwissenschaftler und Hochschullehrer                                         | 76    |                                                                   |
| 27. Dezember | Meadowlark Lemon                            | US-amerikanischer Basketballspieler                                                                       | 83    |                                                                   |
| 27. Dezember | Sidney Mintz                                | US-amerikanischer Anthropologe                                                                            | 93    |                                                                   |
| 27. Dezember | Alfredo Pacheco                             | salvadorianischer Fußballspieler                                                                          | 33    |                                                                   |
| 27. Dezember | Théo Portmann                               | Schweizer Politiker                                                                                       | 73    |                                                                   |
| 27. Dezember | Heinz Schulz                                | deutscher Boxer                                                                                           | 80    |                                                                   |
| 27. Dezember | Craig Strickland                            | US-amerikanischer Countrysänger                                                                           | 29    |                                                                   |
| 27. Dezember | Roy Swinbourne                              | englischer Fußballspieler                                                                                 | 86    |                                                                   |
| 27. Dezember | Inge Tielman                                | niederländische Lyrikerin, Dramatikerin und Theatermanagerin                                              | 84    |                                                                   |
| 27. Dezember | Hans Weinerth                               | deutscher Physiker und Manager                                                                            | 80    |                                                                   |
| 27. Dezember | Haskell Wexler                              | US-amerikanischer Kameramann                                                                              | 93    |                                                                   |
| 27. Dezember | Stevie Wright                               | australischer Rocksänger                                                                                  | 68    |                                                                   |
| 26. Dezember | Werner Dolata                               | deutscher Politiker                                                                                       | 88    |                                                                   |
| 26. Dezember | Steve Kups                                  | deutscher Übersetzer                                                                                      | 45    |                                                                   |
| 26. Dezember | Heinz Lanzke                                | deutscher Musikwissenschaftler und Bibliothekar                                                           | 82    |                                                                   |
| 26. Dezember | Gerhard Zukriegel                           | österreichischer Jurist und Organist                                                                      | 87    |                                                                   |
| 25. Dezember | Manuel Agujetas                             | spanischer Flamencosänger                                                                                 | 76    |                                                                   |
| 25. Dezember | Zahran Alloush                              | syrischer Milizenführer                                                                                   | 44    |                                                                   |
| 25. Dezember | Albert Dietrich                             | deutscher Arabist                                                                                         | 103   |                                                                   |
| 25. Dezember | Ali Eid                                     | libanesischer Politiker                                                                                   | 75    |                                                                   |
| 25. Dezember | Horst Friedrich                             | deutscher Chronologiekritiker und Autor                                                                   | 84    |                                                                   |
| 25. Dezember | Karen Friesicke                             | deutsche Schauspielerin                                                                                   | 53    |                                                                   |
| 25. Dezember | Dennis Günther                              | deutscher Motorradrennfahrer                                                                              | 36    |                                                                   |
| 25. Dezember | Montserrat Gudiol                           | spanische Malerin                                                                                         | 82    |                                                                   |
| 25. Dezember | Ove Johansson                               | schwedischer Jazz- und Fusionmusiker                                                                      | 79    |                                                                   |
| 25. Dezember | George Clayton Johnson                      | US-amerikanischer Roman- und Drehbuchautor                                                                | 86    |                                                                   |
| 25. Dezember | Ignacio Rupérez                             | spanischer Diplomat                                                                                       | 72    |                                                                   |
| 25. Dezember | Sadhana                                     | indische Schauspielerin                                                                                   | 74    |                                                                   |
| 25. Dezember | Roland Schneider                            | deutscher Jazzmusiker                                                                                     | 78    |                                                                   |
| 25. Dezember | Duarte Silva                                | portugiesischer Skirennläufer                                                                             | 91    |                                                                   |
| 25. Dezember | Robert L. Spitzer                           | US-amerikanischer Psychiater                                                                              | 83    |                                                                   |
| 25. Dezember | Jason Wingreen                              | US-amerikanischer Schauspieler                                                                            | 95    |                                                                   |
| 24. Dezember | Romeo Anaya                                 | mexikanischer Boxer                                                                                       | 69    |                                                                   |
| 24. Dezember | Turid Birkeland                             | norwegische Politikerin                                                                                   | 53    |                                                                   |
| 24. Dezember | Suprovat Chakravarty                        | indischer Radrennfahrer                                                                                   | 84    |                                                                   |
| 24. Dezember | Eugène Dodeigne                             | französischer Bildhauer                                                                                   | 92    |                                                                   |
| 24. Dezember | Rudolf Glagow                               | deutscher Ingenieur und Politiker                                                                         | 86    |                                                                   |
| 24. Dezember | William Guest                               | US-amerikanischer Soulsänger                                                                              | 74    |                                                                   |
| 24. Dezember | César Iroldi                                | uruguayischer Gewerkschafter und Unternehmer                                                              | 59    |                                                                   |
| 24. Dezember | Letty Jimenez-Magsanoc                      | philippinische Journalistin                                                                               | 74    |                                                                   |
| 24. Dezember | Roland Kenda                                | deutscher Schauspieler                                                                                    | 74    |                                                                   |
| 24. Dezember | Andreas Lixl                                | US-amerikanischer Germanist und Hochschullehrer                                                           | 64    |                                                                   |
| 24. Dezember | Carl-Erik Ohlson                            | schwedischer Segler                                                                                       | 95    |                                                                   |
| 24. Dezember | Adriana Olguín                              | chilenische Politikerin                                                                                   | 104   |                                                                   |
| 24. Dezember | Ines Rieder                                 | österreichische Autorin und Übersetzerin                                                                  | 61    |                                                                   |
| 24. Dezember | Scharofiddin Saifiddinow                    | sowjetischer bzw. tadschikischer Komponist                                                                | 86    |                                                                   |
| 24. Dezember | Christoph Schwandt                          | deutscher Dramaturg und Autor                                                                             | 59    |                                                                   |
| 24. Dezember | Caterina Pascual Söderbaum                  | spanisch-schwedische Schriftstellerin und Übersetzerin                                                    | 53    |                                                                   |
| 23. Dezember | Hocine Aït Ahmed                            | algerischer Politiker                                                                                     | 89    |                                                                   |
| 23. Dezember | Chen Luyun                                  | chinesische Basketballspielerin und -trainerin                                                            | 38    |                                                                   |
| 23. Dezember | Henry Crichton, 6. Earl Erne                | britischer Peer und Politiker                                                                             | 78    |                                                                   |
| 23. Dezember | Sam Dockery                                 | US-amerikanischer Jazzpianist                                                                             | 86    |                                                                   |
| 23. Dezember | Jutta Freifrau von Droste zu Hülshoff       | deutsche Stifterin und Kunstsammlerin                                                                     | 89    |                                                                   |
| 23. Dezember | Christophe Fiatte                           | französischer Fußballspieler                                                                              | 48    |                                                                   |
| 23. Dezember | Alfred Goodman Gilman                       | US-amerikanischer Pharmakologe                                                                            | 74    |                                                                   |
| 23. Dezember | Grégoire Haddad                             | libanesischer Erzbischof                                                                                  | 91    |                                                                   |
| 23. Dezember | Don Howe                                    | englischer Fußballspieler und -trainer                                                                    | 80    |                                                                   |
| 23. Dezember | Manfred Hummitzsch                          | deutscher Geheimdienstoffizier                                                                            | 86    |                                                                   |
| 23. Dezember | Joe Jamail                                  | US-amerikanischer Jurist                                                                                  | 90    |                                                                   |
| 23. Dezember | Jean-Marie Pelt                             | französischer Biologe, Botaniker, Apotheker und Autor                                                     | 82    |                                                                   |
| 23. Dezember | Bülend Ulusu                                | türkischer Militär und Politiker                                                                          | 92    |                                                                   |
| 23. Dezember | Heinz-Jürgen Zierke                         | deutscher Dramaturg und Schriftsteller                                                                    | 89    |                                                                   |
| 22. Dezember | Rolf Bossi                                  | deutscher Jurist                                                                                          | 92    |                                                                   |
| 22. Dezember | Dioskoros                                   | eritreischer Patriarch                                                                                    | 80    |                                                                   |
| 22. Dezember | Derek Ezra, Baron Ezra                      | britischer Politiker                                                                                      | 96    |                                                                   |
| 22. Dezember | Wilhelm Feuerlein                           | deutscher Psychiater und Suchtforscher                                                                    | 95    |                                                                   |
| 22. Dezember | Billy Glaze                                 | US-amerikanischer Serienmörder                                                                            | 72    |                                                                   |
| 22. Dezember | Joseph Leopold Imesch                       | US-amerikanischer Bischof                                                                                 | 84    |                                                                   |
| 22. Dezember | Moritz Koch                                 | deutscher Chirurg                                                                                         | 45    |                                                                   |
| 22. Dezember | Brooke McCarter                             | US-amerikanischer Schauspieler                                                                            | 52    |                                                                   |
| 22. Dezember | Freda Meissner-Blau                         | österreichische Politikerin                                                                               | 88    |                                                                   |
| 22. Dezember | Enrico Pietromarchi                         | italienischer Diplomat                                                                                    | 81    |                                                                   |
| 22. Dezember | Günther Schödel                             | deutscher Diplomat                                                                                        | 93    |                                                                   |
| 22. Dezember | Bob Shaw                                    | US-amerikanischer Jazzgitarrist                                                                           | 77    |                                                                   |
| 22. Dezember | Horst Sturm                                 | deutscher Fotograf                                                                                        | 92    | [ 1 ]                                                             |
| 22. Dezember | Kei Taniguchi                               | japanische Bergsteigerin                                                                                  | 43    |                                                                   |
| 22. Dezember | Wolfdietrich Ziesel                         | österreichischer Bauingenieur                                                                             | 81    |                                                                   |
| 21. Dezember | Alexander Iwanowitsch Borosnjak             | sowjetischer bzw. russischer Historiker                                                                   | 82    |                                                                   |
| 21. Dezember | Dejan Brđović                               | serbischer Volleyballspieler                                                                              | 49    |                                                                   |
| 21. Dezember | Harald Bürck                                | deutscher Jurist                                                                                          | 77    |                                                                   |
| 21. Dezember | Carol Burns                                 | australische Schauspielerin                                                                               | 68    |                                                                   |
| 21. Dezember | Jules Fainzang                              | französischer Holocaustüberlebender                                                                       | 93    |                                                                   |
| 21. Dezember | Jan Góra                                    | polnischer Priester und Autor                                                                             | 67    |                                                                   |
| 21. Dezember | Ulrich Herrmann                             | deutscher Erziehungswissenschaftler                                                                       | 65    |                                                                   |
| 21. Dezember | Milomir Jakovljević                         | jugoslawischer Fußballspieler                                                                             | 61    |                                                                   |
| 21. Dezember | Ōhashi Kenzō                                | japanischer Fußballspieler                                                                                | 81    |                                                                   |
| 21. Dezember | Vilgot Larsson                              | schwedischer Eishockeyspieler                                                                             | 83    |                                                                   |
| 21. Dezember | Lidi van Mourik Broekman                    | niederländische Bildhauerin und Malerin                                                                   | 98    |                                                                   |
| 21. Dezember | Kenzō Ōhashi                                | japanischer Fußballspieler und -trainer                                                                   | 81    |                                                                   |
| 21. Dezember | Jürgen Uwe Ohlau                            | deutscher Germanist und Historiker                                                                        | 75    |                                                                   |
| 21. Dezember | Howard Reiss                                | US-amerikanischer Chemiker und Physiker                                                                   | 93    |                                                                   |
| 21. Dezember | Andrei Troschtschinski                      | kasachischer Eishockeyspieler                                                                             | 37    |                                                                   |
| 21. Dezember | Emmanuel Yarborough                         | US-amerikanischer Mixed-Martial-Arts-Sportler und Schauspieler                                            | 51    |                                                                   |
| 20. Dezember | Rudi Ceyssens                               | belgischer Radrennfahrer                                                                                  | 53    |                                                                   |
| 20. Dezember | Patricia Elliott                            | US-amerikanische Schauspielerin                                                                           | 77    |                                                                   |
| 20. Dezember | Alain Jouffroy                              | französischer Schriftsteller und Dichter                                                                  | 87    |                                                                   |
| 20. Dezember | Angela McEwan                               | US-amerikanische Schauspielerin                                                                           | 81    |                                                                   |
| 20. Dezember | Nell Reymond                                | französische Theater-, Kino- und Fernseh-Schauspielerin und Sängerin                                      | 75    |                                                                   |
| 20. Dezember | Kjell Bloch Sandved                         | norwegischer Fotograf                                                                                     | 93    |                                                                   |
| 19. Dezember | Dieter Georg Baumewerd                      | deutscher Architekt                                                                                       | 83    |                                                                   |
| 19. Dezember | Ursula Besser                               | deutsche Politikerin                                                                                      | 98    |                                                                   |
| 19. Dezember | Peter Broggs                                | jamaikanischer Musiker                                                                                    | 61    |                                                                   |
| 19. Dezember | Douglas Dick                                | US-amerikanischer Schauspieler und Drehbuchautor                                                          | 95    |                                                                   |
| 19. Dezember | Louis DiGiaimo                              | US-amerikanischer Casting Director und Filmproduzent                                                      | 77    |                                                                   |
| 19. Dezember | Albin Heimann                               | Schweizer Politiker                                                                                       | 101   |                                                                   |
| 19. Dezember | Jimmy Hill                                  | englischer Fußballspieler, -trainer, -manager und Sportmoderator                                          | 87    |                                                                   |
| 19. Dezember | Herschel Jacobs                             | US-amerikanischer Boxer                                                                                   | 75    |                                                                   |
| 19. Dezember | Greville Janner, Baron Janner of Braunstone | britischer Politiker                                                                                      | 87    |                                                                   |
| 19. Dezember | Samir Kuntar                                | libanesischer Terrorist                                                                                   | 53    |                                                                   |
| 19. Dezember | Mabuni Ken’ei                               | japanischer Karatemeister                                                                                 | 97    |                                                                   |
| 19. Dezember | Madame Claude                               | französische Zuhälterin                                                                                   | 92    |                                                                   |
| 19. Dezember | Kurt Masur                                  | deutscher Dirigent                                                                                        | 88    |                                                                   |
| 19. Dezember | Dickie Moore                                | kanadischer Eishockeyspieler                                                                              | 84    |                                                                   |
| 19. Dezember | Kōji Naka                                   | japanischer Schauspieler                                                                                  | 64    |                                                                   |
| 19. Dezember | Brian Odgers                                | britischer Fusionmusiker                                                                                  | 72    |                                                                   |
| 19. Dezember | Carlos Païta                                | argentinischer Dirigent                                                                                   | 83    |                                                                   |
| 19. Dezember | Ranganath                                   | indischer Schauspieler                                                                                    | 66    |                                                                   |
| 19. Dezember | Selma Reis                                  | brasilianische Schauspielerin und Sängerin                                                                | 55    |                                                                   |
| 19. Dezember | Erwin Reiter                                | österreichischer Bildhauer                                                                                | 82    |                                                                   |
| 19. Dezember | Karl Rennstich                              | deutscher Historiker und Theologe                                                                         | 78    |                                                                   |
| 19. Dezember | Charles Roesch                              | französischer Tischtennistrainer                                                                          | 93    |                                                                   |
| 19. Dezember | Edgar Rosenberg                             | US-amerikanischer Literaturwissenschaftler                                                                | 90    |                                                                   |
| 19. Dezember | Daniel Smith                                | US-amerikanischer Fagottist                                                                               | 77    |                                                                   |
| 19. Dezember | Karin Söder                                 | schwedische Politikerin                                                                                   | 87    |                                                                   |
| 19. Dezember | Ozell Sutton                                | US-amerikanischer Bürgerrechtler                                                                          | 90    |                                                                   |
| 19. Dezember | Dick Wathika                                | kenianischer Politiker                                                                                    | 42    |                                                                   |
| 18. Dezember | Sieghard Brandenburg                        | deutscher Musikwissenschaftler                                                                            | 77    |                                                                   |
| 18. Dezember | Luc Brewaeys                                | belgischer Komponist, Dirigent und Pianist                                                                | 56    |                                                                   |
| 18. Dezember | Florentino Broce                            | philippinischer Fußballspieler und -trainer                                                               | 72    |                                                                   |
| 18. Dezember | Slobodan Čašule                             | mazedonischer Journalist und Politiker                                                                    | 70    |                                                                   |
| 18. Dezember | Yūzan Fujita                                | japanischer Politiker                                                                                     | 66    |                                                                   |
| 18. Dezember | Vittore Gottardi                            | Schweizer Fußballspieler                                                                                  | 74    |                                                                   |
| 18. Dezember | Evelio Hernández                            | kubanischer Baseballspieler                                                                               | 84    |                                                                   |
| 18. Dezember | Martin Jære                                 | norwegischer Skilangläufer                                                                                | 95    |                                                                   |
| 18. Dezember | Helge Solum Larsen                          | norwegischer Politiker                                                                                    | 46    |                                                                   |
| 18. Dezember | Léon Mébiame                                | gabunischer Politiker                                                                                     | 81    |                                                                   |
| 18. Dezember | Klaus Ness                                  | deutscher Politiker                                                                                       | 53    |                                                                   |
| 18. Dezember | Placidus Gervasius Nkalanga                 | tansanischer Bischof                                                                                      | 96    | Eintrag zu Placidus Gervasius Nkalanga auf catholic-hierarchy.org |
| 18. Dezember | Donato Rivas                                | uruguayischer Basketballschiedsrichter und Fußballfunktionär                                              | ?     |                                                                   |
| 18. Dezember | Jesús Samper                                | spanischer Jurist und Fußballfunktionär                                                                   | 65    |                                                                   |
| 18. Dezember | Simona Weiss                                | slowenische Volkssängerin                                                                                 | 52    |                                                                   |
| 17. Dezember | Johannes Barthel                            | deutscher Werkstoffwissenschaftler und Festkörperphysiker                                                 | 84    |                                                                   |
| 17. Dezember | Hal Brown                                   | US-amerikanischer Baseballspieler                                                                         | 91    |                                                                   |
| 17. Dezember | Serge Devèze                                | französischer Fußballspieler und -trainer                                                                 | 59    |                                                                   |
| 17. Dezember | Hans Gunnar Fleischmann                     | deutscher Ökonom und Steuerberater                                                                        | 76    |                                                                   |
| 17. Dezember | Ulrich Gehre                                | deutscher Journalist und Kunsthistoriker                                                                  | 91    |                                                                   |
| 17. Dezember | Hayaishi Osamu                              | japanischer Biochemiker                                                                                   | 95    |                                                                   |
| 17. Dezember | Buckshot Hoffner                            | US-amerikanischer Politiker                                                                               | 91    |                                                                   |
| 17. Dezember | Wladimir Kostjukow                          | sowjetischer bzw. belarussischer Fußballspieler und -trainer                                              | 61    |                                                                   |
| 17. Dezember | Alma Maritano                               | argentinische Schriftstellerin                                                                            | 78    |                                                                   |
| 17. Dezember | Kamal Ahmed Rizvi                           | pakistanischer Schauspieler, Autor, Regisseur und Filmeditor                                              | 85    |                                                                   |
| 17. Dezember | Joseph Roduit                               | Schweizer Ordensgeistlicher                                                                               | 76    |                                                                   |
| 17. Dezember | Maciej Szczepański                          | polnischer Schriftsteller und Journalist                                                                  | 87    |                                                                   |
| 17. Dezember | Gyula Szekér                                | ungarischer Politiker                                                                                     | 90    |                                                                   |
| 17. Dezember | Jean-Luc Vilmouth                           | französischer Künstler                                                                                    | 63    |                                                                   |
| 17. Dezember | Michael Wyschogrod                          | US-amerikanischer Religionsphilosoph                                                                      | 87    |                                                                   |
| 17. Dezember | Rudolf Zießler                              | deutscher Denkmalpfleger                                                                                  | 81    |                                                                   |
| 16. Dezember | Noboru Ando                                 | japanischer Schauspieler, Sänger, Romancier und Yakuza                                                    | 89    |                                                                   |
| 16. Dezember | Svein Bakke                                 | norwegischer Fußballspieler                                                                               | 62    |                                                                   |
| 16. Dezember | Tony Bazley                                 | US-amerikanischer Jazz-Schlagzeuger                                                                       | 81    |                                                                   |
| 16. Dezember | Herbert Brödl                               | österreichischer Filmregisseur, Autor und Produzent                                                       | 66    |                                                                   |
| 16. Dezember | Patricia Brooker                            | britische Fernsehschauspielerin                                                                           | 80    |                                                                   |
| 16. Dezember | Peter Dickinson                             | britischer Schriftsteller                                                                                 | 88    |                                                                   |
| 16. Dezember | Khodadad Mirza Farman Farmaian              | iranischer Bankier                                                                                        | 87    |                                                                   |
| 16. Dezember | Xosé Fernández Ferreiro                     | spanischer Journalist und Schriftsteller                                                                  | 84    |                                                                   |
| 16. Dezember | Gabre Gabric                                | italienische Leichtathletin                                                                               | 101   |                                                                   |
| 16. Dezember | Snuff Garrett                               | US-amerikanischer Musikproduzent und Discjockey                                                           | 77    |                                                                   |
| 16. Dezember | Horst Geffers                               | deutscher Konteradmiral                                                                                   | 90    |                                                                   |
| 16. Dezember | Aafje Heynis                                | niederländische Altistin                                                                                  | 91    |                                                                   |
| 16. Dezember | Hans-Jürgen Hinrichs                        | deutscher Handballspieler und Sportfunktionär                                                             | 82    |                                                                   |
| 16. Dezember | Jan Kerkhofs                                | belgischer Religionssoziologe                                                                             | 91    |                                                                   |
| 16. Dezember | Bob Krause                                  | US-amerikanischer Sportfunktionär                                                                         | 70    |                                                                   |
| 16. Dezember | Heinz-Otto Kreiss                           | schwedisch-US-amerikanischer Mathematiker                                                                 | 85    |                                                                   |
| 16. Dezember | Lizmark                                     | mexikanischer Wrestler                                                                                    | 66    |                                                                   |
| 16. Dezember | Robert McKenna                              | US-amerikanischer Bischof                                                                                 | 88    |                                                                   |
| 16. Dezember | Zoulikha Nasri                              | marokkanische Politikerin                                                                                 | 80    |                                                                   |
| 16. Dezember | Jordan Popow                                | bulgarischer Schriftsteller und Satiriker                                                                 | 74    |                                                                   |
| 16. Dezember | Ray Price                                   | US-amerikanischer Motorradrennfahrer und -designer                                                        | 78    |                                                                   |
| 16. Dezember | Linda Rummo                                 | estnische Schauspielerin                                                                                  | 94    |                                                                   |
| 16. Dezember | René Saorgin                                | französischer Organist                                                                                    | 87    |                                                                   |
| 16. Dezember | Guy Scherrer                                | französischer Manager und Sportfunktionär                                                                 | 72    |                                                                   |
| 16. Dezember | Harry Scott                                 | britischer Boxer                                                                                          | 78    |                                                                   |
| 16. Dezember | Enoch Thorsgard                             | US-amerikanischer Viehzüchter und Politiker                                                               | 98    |                                                                   |
| 16. Dezember | Tsuguto Kitano                              | japanischer Unternehmer und Sportfunktionär                                                               | 92    |                                                                   |
| 15. Dezember | Tom Arden                                   | australisch-britischer Schriftsteller                                                                     | 54    |                                                                   |
| 15. Dezember | Sándor Benkó                                | ungarischer Jazzmusiker                                                                                   | 75    |                                                                   |
| 15. Dezember | André Bernard                               | französischer Radrennfahrer                                                                               | 85    |                                                                   |
| 15. Dezember | Olivier Burger                              | Schweizer Modeunternehmer                                                                                 | 61    |                                                                   |
| 15. Dezember | Stella Doufexis                             | deutsche Opernsängerin                                                                                    | 47    |                                                                   |
| 15. Dezember | Gerhard Eichhorn                            | deutscher Grafiker, Maler und Zeichner                                                                    | 88    |                                                                   |
| 15. Dezember | Licio Gelli                                 | italienischer Faschist und Verschwörer                                                                    | 96    |                                                                   |
| 15. Dezember | Robert Nemeth                               | österreichischer Läufer                                                                                   | 57    |                                                                   |
| 15. Dezember | Ken Pogue                                   | kanadischer Schauspieler                                                                                  | 81    |                                                                   |
| 15. Dezember | Gerd Rossmy                                 | deutscher Industriemanager                                                                                | 88    |                                                                   |
| 15. Dezember | Juan de los Santos                          | dominikanischer Politiker                                                                                 | 45    |                                                                   |
| 15. Dezember | Holda Schiller                              | deutsche Schriftstellerin und Übersetzerin                                                                | 92    |                                                                   |
| 15. Dezember | Andreas Schminck                            | deutscher Rechtshistoriker                                                                                | 68    |                                                                   |
| 15. Dezember | Csaba Skultéty                              | ungarischer Publizist und Journalist                                                                      | 94    |                                                                   |
| 15. Dezember | Harry Zvi Tabor                             | israelischer Physiker                                                                                     | 98    |                                                                   |
| 14. Dezember | Dmitri Arapow                               | sowjetischer bzw. russischer Historiker und Orientalist                                                   | 72    |                                                                   |
| 14. Dezember | Elena Asins                                 | spanische Malerin, Kunstkritikerin und Autorin                                                            | 75    |                                                                   |
| 14. Dezember | Terry Backer                                | US-amerikanischer Politiker                                                                               | 61    |                                                                   |
| 14. Dezember | Rafael Baen                                 | kolumbianischer Journalist, Schriftsteller und Fotograf                                                   | 59    |                                                                   |
| 14. Dezember | Armando Cossutta                            | italienischer Politiker                                                                                   | 89    |                                                                   |
| 14. Dezember | Georg Eisenhausen                           | deutscher Arbeitswissenschaftler                                                                          | 95    |                                                                   |
| 14. Dezember | Luke Haas                                   | luxemburgischer Rockmusiker und Comiczeichner                                                             | 66    |                                                                   |
| 14. Dezember | László Papócsi                              | ungarischer Veterinärmediziner                                                                            | 75    |                                                                   |
| 14. Dezember | Azər Rzayev                                 | sowjetischer bzw. aserbaidschanischer Komponist und Hochschullehrer                                       | 85    |                                                                   |
| 14. Dezember | Peter Seidmann                              | Schweizer Psychologe                                                                                      | 90    |                                                                   |
| 14. Dezember | Leander J. Shaw junior                      | US-amerikanischer Jurist                                                                                  | 85    |                                                                   |
| 14. Dezember | Glen Sonmor                                 | kanadischer Eishockeyspieler und -trainer                                                                 | 86    |                                                                   |
| 14. Dezember | Wadym Tyschtschenko                         | sowjetischer bzw. ukrainischer Fußballspieler und -trainer                                                | 52    |                                                                   |
| 14. Dezember | Lillian Vernon                              | US-amerikanische Unternehmerin und Philanthropin                                                          | 88    |                                                                   |
| 14. Dezember | Aleš Veselý                                 | tschechischer Maler und Bildhauer                                                                         | 80    |                                                                   |
| 13. Dezember | Benedict Anderson                           | US-amerikanischer Politikwissenschaftler                                                                  | 79    |                                                                   |
| 13. Dezember | Abdallah Azhar                              | marokkanischer Fußballspieler                                                                             | 76    |                                                                   |
| 13. Dezember | John Bannon                                 | australischer Politiker                                                                                   | 72    |                                                                   |
| 13. Dezember | Albert Bontridder                           | belgischer Architekt und Dichter                                                                          | 94    |                                                                   |
| 13. Dezember | Georg Bräuherr                              | deutscher Politiker                                                                                       | 93    |                                                                   |
| 13. Dezember | Luigi Creatore                              | US-amerikanischer Songwriter und Musikproduzent                                                           | 93    |                                                                   |
| 13. Dezember | Mario Dondero                               | italienischer Fotograf und Journalist                                                                     | 87    |                                                                   |
| 13. Dezember | Helmi Gasser                                | Schweizer Autorin und Kunsthistorikerin                                                                   | 87    |                                                                   |
| 13. Dezember | Dorothea Kuhn                               | deutsche Wissenschaftshistorikerin, Editionsphilologin und Goethe-Forscherin                              | 92    |                                                                   |
| 13. Dezember | Marleen de Pater-van der Meer               | niederländische Politikerin                                                                               | 65    |                                                                   |
| 13. Dezember | Peter Ryan                                  | australischer Kolumnist, Autor und Spion                                                                  | 92    |                                                                   |
| 13. Dezember | Suhardiman                                  | indonesischer Politiker                                                                                   | 90    |                                                                   |
| 13. Dezember | Carlo Torre                                 | italienischer Arzt, Kriminologe und Hochschullehrer                                                       | 69    |                                                                   |
| 12. Dezember | Abu Ali al-Anbari                           | irakischer Offizier und Terrorist                                                                         | <45   |                                                                   |
| 12. Dezember | Willi Betz                                  | deutscher Unternehmer                                                                                     | 88    |                                                                   |
| 12. Dezember | Ignacio Carrau                              | spanischer Jurist und Politiker                                                                           | 92    |                                                                   |
| 12. Dezember | Jon Gadsby                                  | neuseeländischer Komiker, Schauspieler und Drehbuchautor                                                  | 62    |                                                                   |
| 12. Dezember | Gösta Gärdin                                | schwedischer Armeeoffizier und Fünfkämpfer                                                                | 92    |                                                                   |
| 12. Dezember | Frans Geurtsen                              | niederländischer Fußballspieler                                                                           | 73    |                                                                   |
| 12. Dezember | Sharad Anantrao Joshi                       | indischer Politiker und Autor                                                                             | 80    |                                                                   |
| 12. Dezember | Federico B. Kirbus                          | argentinischer Journalist, Schriftsteller und Forscher                                                    | 84    |                                                                   |
| 12. Dezember | Else Ladstetter                             | deutsche Kunsthistorikerin                                                                                | 92    |                                                                   |
| 12. Dezember | Nydia Licia                                 | brasilianische Schauspielerin und Theaterregisseurin                                                      | 89    |                                                                   |
| 12. Dezember | Evelyn S. Lieberman                         | US-amerikanische Politikerin                                                                              | 71    |                                                                   |
| 12. Dezember | Ian Howard Marshall                         | britischer Theologe                                                                                       | 81    |                                                                   |
| 12. Dezember | Edgar Most                                  | deutscher Bankmanager                                                                                     | 75    |                                                                   |
| 12. Dezember | Louis Perridon                              | niederländischer Wirtschaftswissenschaftler                                                               | 97    |                                                                   |
| 12. Dezember | Rose Siggins                                | US-amerikanische Schauspielerin                                                                           | 43    |                                                                   |
| 12. Dezember | Neville Wordsworth deSouza                  | jamaikanischer Bischof                                                                                    | 87    |                                                                   |
| 11. Dezember | Mihai Adam                                  | rumänischer Fußballspieler                                                                                | 75    |                                                                   |
| 11. Dezember | Harry Butler                                | australischer Naturforscher und Umweltschützer                                                            | 85    |                                                                   |
| 11. Dezember | Igor Kaschinzew                             | russischer Schauspieler                                                                                   | 83    |                                                                   |
| 11. Dezember | Abisch Kekilbajew                           | kasachischer Schriftsteller und Politiker                                                                 | 76    |                                                                   |
| 11. Dezember | Ernst Lewinger                              | deutscher Grafiker, Maler und Illustrator                                                                 | 84    |                                                                   |
| 11. Dezember | Jiří Paďour                                 | tschechischer Bischof                                                                                     | 72    |                                                                   |
| 11. Dezember | Christopher Parnell, 8. Baron Congleton     | britischer Peer und Politiker                                                                             | 85    |                                                                   |
| 11. Dezember | Elias Phisoana Ramaema                      | lesothischer Militär und Politiker                                                                        | 82    |                                                                   |
| 11. Dezember | Erika Rauschning                            | deutsche Malerin, Lyrikerin und Autorin                                                                   | 92    |                                                                   |
| 11. Dezember | Gaston Salvatore                            | deutschsprachiger Schriftsteller                                                                          | 74    |                                                                   |
| 11. Dezember | Wolfgang Stockmeier                         | deutscher Komponist                                                                                       | 83    |                                                                   |
| 11. Dezember | Hema Upadhyay                               | indische Künstlerin                                                                                       | 43    |                                                                   |
| 11. Dezember | John „Hot Rod“ Williams                     | US-amerikanischer Basketballspieler                                                                       | 53    |                                                                   |
| 10. Dezember | Leon Agusta                                 | indonesischer Dichter                                                                                     | 77    |                                                                   |
| 10. Dezember | Klaus Baumgartner                           | Schweizer Politiker                                                                                       | 77    |                                                                   |
| 10. Dezember | Roswitha Bitterlich                         | österreichische Künstlerin                                                                                | 95    |                                                                   |
| 10. Dezember | Rainer Bloß                                 | deutscher Musiker                                                                                         | ≈69   |                                                                   |
| 10. Dezember | Marina Bonfigli                             | italienische Schauspielerin                                                                               | 85    |                                                                   |
| 10. Dezember | Ron Bouchard                                | US-amerikanischer Autorennfahrer                                                                          | 67    |                                                                   |
| 10. Dezember | Piero Cotti                                 | Schweizer Physiker                                                                                        | 84    |                                                                   |
| 10. Dezember | Maurice Graham                              | australischer Rugbyspieler                                                                                | 83    |                                                                   |
| 10. Dezember | Denis Héroux                                | kanadischer Filmregisseur und -produzent                                                                  | 75    |                                                                   |
| 10. Dezember | Kurt Holl                                   | deutscher Pädagoge                                                                                        | 77    |                                                                   |
| 10. Dezember | Siegmund Kalinski                           | polnisch-deutscher Arzt und Journalist                                                                    | 88    |                                                                   |
| 10. Dezember | Beate Kuhn                                  | deutsche Keramikerin                                                                                      | 88    |                                                                   |
| 10. Dezember | Dermot Patrick O’Mahony                     | irischer Bischof                                                                                          | 80    | Eintrag zu Dermot Patrick O’Mahony auf catholic-hierarchy.org     |
| 10. Dezember | Arnold Peralta                              | honduranischer Fußballspieler                                                                             | 26    |                                                                   |
| 10. Dezember | Laurent Rebeaud                             | Schweizer Politiker                                                                                       | 68    |                                                                   |
| 10. Dezember | Dolph Schayes                               | US-amerikanischer Basketballspieler und -trainer                                                          | 87    |                                                                   |
| 10. Dezember | Wilfried Seibel                             | deutscher Politiker                                                                                       | 70    |                                                                   |
| 10. Dezember | Donald J. Stohr                             | US-amerikanischer Jurist                                                                                  | 81    |                                                                   |
| 9. Dezember  | Boris Dawydow                               | sowjetischer bzw. russischer Maler                                                                        | 79    |                                                                   |
| 9. Dezember  | Carlo Furno                                 | italienischer Kardinal                                                                                    | 94    |                                                                   |
| 9. Dezember  | Gheorghe Gruia                              | rumänischer Handballspieler und -trainer                                                                  | 75    |                                                                   |
| 9. Dezember  | Jan Roman Haftek                            | polnischer Neurochirurg                                                                                   | 87    |                                                                   |
| 9. Dezember  | Rusty Jones                                 | US-amerikanischer Jazz-Schlagzeuger                                                                       | 73    |                                                                   |
| 9. Dezember  | Juvenal Juvêncio                            | brasilianischer Jurist und Fußballmanager                                                                 | 81    |                                                                   |
| 9. Dezember  | Sepp Mitterbauer                            | österreichischer Trompeter und Pianist                                                                    | 69    |                                                                   |
| 9. Dezember  | Akiyuki Nosaka                              | japanischer Schriftsteller                                                                                | 85    |                                                                   |
| 9. Dezember  | Els Oksaar                                  | estnisch-schwedische Linguistin                                                                           | 89    |                                                                   |
| 9. Dezember  | Alberto Podestá                             | argentinischer Tangosänger und -komponist                                                                 | 91    |                                                                   |
| 9. Dezember  | Igino Rizzi                                 | italienischer Skispringer                                                                                 | 91    |                                                                   |
| 9. Dezember  | Henry Rowan                                 | US-amerikanischer Unternehmer und Philanthrop                                                             | 92    |                                                                   |
| 9. Dezember  | Walerij Saratow                             | ukrainischer Politiker                                                                                    | 62    |                                                                   |
| 9. Dezember  | Hermann Seeger                              | deutscher Geodät                                                                                          | 82    |                                                                   |
| 9. Dezember  | Alexander Selischtschew                     | russischer Maler und Zeichner                                                                             | 93    |                                                                   |
| 9. Dezember  | Matthew Shija                               | tansanischer Bischof                                                                                      | 91    | Eintrag zu Matthew Shija auf catholic-hierarchy.org               |
| 9. Dezember  | Witali Smagin                               | sowjetischer bzw. russischer Maler                                                                        | 78    |                                                                   |
| 9. Dezember  | Soshana                                     | österreichische Malerin                                                                                   | 88    |                                                                   |
| 9. Dezember  | Julio Terrazas Sandoval                     | bolivianischer Kardinal                                                                                   | 79    |                                                                   |
| 8. Dezember  | Richard Balducci                            | französischer Drehbuchautor und Filmregisseur                                                             | 93    |                                                                   |
| 8. Dezember  | Petra Braselmann                            | deutsche Romanistin                                                                                       | 64    |                                                                   |
| 8. Dezember  | Georg Brutjan                               | sowjetischer bzw. armenischer Philosoph, Autor und Hochschullehrer                                        | 89    |                                                                   |
| 8. Dezember  | Mattiwilda Dobbs                            | US-amerikanische Opernsängerin                                                                            | 90    |                                                                   |
| 8. Dezember  | Gus Gil                                     | venezolanischer Baseballspieler                                                                           | 76    |                                                                   |
| 8. Dezember  | Kai Hiemstra                                | deutscher Unternehmer                                                                                     | 76    |                                                                   |
| 8. Dezember  | Alan Hodgkinson                             | englischer Fußballspieler und -trainer                                                                    | 79    |                                                                   |
| 8. Dezember  | Derek Hyatt                                 | britischer Maler                                                                                          | 84    |                                                                   |
| 8. Dezember  | Angelika Lex                                | deutsche Juristin und Politikerin                                                                         | 57    |                                                                   |
| 8. Dezember  | Bonnie Lou                                  | US-amerikanische Sängerin                                                                                 | 91    |                                                                   |
| 8. Dezember  | Antonio Luongo                              | italienischer Politiker                                                                                   | 57    |                                                                   |
| 8. Dezember  | Gary Marker                                 | US-amerikanischer Bassist und Tontechniker                                                                | 72    |                                                                   |
| 8. Dezember  | Johnny More                                 | britischer Imitator und Entertainer                                                                       | 81    |                                                                   |
| 8. Dezember  | Janusz Odrowąż-Pieniążek                    | polnischer Literaturhistoriker, Schriftsteller und Museologe                                              | 84    |                                                                   |
| 8. Dezember  | Herbert Prikopa                             | österreichischer Schauspieler                                                                             | 80    |                                                                   |
| 8. Dezember  | Hans-Peter Röser                            | deutscher Ingenieurwissenschaftler                                                                        | 66    |                                                                   |
| 8. Dezember  | Anthony Francis Sharma                      | nepalesischer Bischof                                                                                     | 77    | Eintrag zu Anthony Francis Sharma auf catholic-hierarchy.org      |
| 8. Dezember  | Josep Lluís Sirera                          | spanischer Dramatiker und Hochschullehrer                                                                 | 61    |                                                                   |
| 8. Dezember  | Douglas Tompkins                            | US-amerikanischer Umweltaktivist und Unternehmer                                                          | 72    |                                                                   |
| 8. Dezember  | John Trudell                                | US-amerikanischer Bürgerrechtler, Musiker und Schauspieler                                                | 69    |                                                                   |
| 8. Dezember  | Elsie Tu                                    | britische bzw. Hongkong-chinesische Politikerin und Sozialaktivistin                                      | 102   |                                                                   |
| 7. Dezember  | Victor H. Bächer                            | Schweizer Kunstmaler                                                                                      | 82    |                                                                   |
| 7. Dezember  | Mirtha Borges                               | venezolanische Schauspielerin                                                                             | 93    |                                                                   |
| 7. Dezember  | Lolita Aniyar de Castro                     | venezolanische Politikerin, Juristin und Hochschullehrerin                                                | 78    |                                                                   |
| 7. Dezember  | Martin E. Brooks                            | US-amerikanischer Schauspieler                                                                            | 90    |                                                                   |
| 7. Dezember  | Wolfgang Engel                              | deutscher Arzt und Hochschullehrer                                                                        | 75    |                                                                   |
| 7. Dezember  | Heinz Fricke                                | deutscher Dirigent                                                                                        | 88    |                                                                   |
| 7. Dezember  | Helmut Hanke                                | deutscher Hochschullehrer, Kulturpolitiker und Funktionär der Sozialistischen Einheitspartei Deutschlands | 83    |                                                                   |
| 7. Dezember  | Ko Chun-hsiung                              | taiwanischer Schauspieler                                                                                 | 70    |                                                                   |
| 7. Dezember  | Gerhard Lenski                              | US-amerikanischer Soziologe                                                                               | 91    |                                                                   |
| 7. Dezember  | Tonino Milite                               | italienischer Maler und Dichter                                                                           | 73    |                                                                   |
| 7. Dezember  | Rrok Mirdita                                | albanischer Erzbischof                                                                                    | 76    |                                                                   |
| 7. Dezember  | Don Pfrimmer                                | US-amerikanischer Songwriter                                                                              | 78    |                                                                   |
| 7. Dezember  | Michel Pomathios                            | französischer Rugbyspieler                                                                                | 91    |                                                                   |
| 7. Dezember  | Ivan Rajmont                                | tschechischer Regisseur, Pädagoge und Hochschullehrer                                                     | 70    |                                                                   |
| 7. Dezember  | Gerhard Rettenmaier                         | deutscher Internist                                                                                       | 86    |                                                                   |
| 7. Dezember  | Serraf Şiruye                               | aserbaidschanischer Schriftsteller und Journalist                                                         | 73    |                                                                   |
| 7. Dezember  | Hyron Spinrad                               | US-amerikanischer Astronom                                                                                | 81    |                                                                   |
| 7. Dezember  | Uli W. Steinlin                             | Schweizer Astronom und Hochschullehrer                                                                    | 88    |                                                                   |
| 7. Dezember  | Shirley Stelfox                             | britische Schauspielerin                                                                                  | 74    |                                                                   |
| 7. Dezember  | Jon Symon                                   | britischer Rockmusiker, Komponist und Musikproduzent                                                      | 74    |                                                                   |
| 7. Dezember  | Wolfram Tischer                             | deutscher Arzt                                                                                            | 85    |                                                                   |
| 7. Dezember  | Peter Westbury                              | britischer Autorennfahrer                                                                                 | 77    |                                                                   |
| 7. Dezember  | Gerd Witte                                  | deutscher Musiker und Hochschullehrer                                                                     | 88    |                                                                   |
| 6. Dezember  | Dale Anderson                               | kanadischer Eishockeyspieler                                                                              | 83    |                                                                   |
| 6. Dezember  | Ini Assmann                                 | deutsche Schauspielerin                                                                                   | 70    |                                                                   |
| 6. Dezember  | Ian Burns                                   | schottischer Fußballspieler                                                                               | 76    |                                                                   |
| 6. Dezember  | Max Hauri                                   | Schweizer Pferdesportler                                                                                  | 73    |                                                                   |
| 6. Dezember  | Mack Herron                                 | US-amerikanischer American-Football-Spieler                                                               | 67    |                                                                   |
| 6. Dezember  | Gerhard Hoch                                | deutscher Bibliothekar und Historiker                                                                     | 92    |                                                                   |
| 6. Dezember  | Krizia                                      | italienische Modedesignerin                                                                               | 90    |                                                                   |
| 6. Dezember  | Franzl Lang                                 | deutscher Volksmusiker und Schauspieler                                                                   | 84    |                                                                   |
| 6. Dezember  | Mike Mangold                                | US-amerikanischer Kunstflugpilot                                                                          | 60    |                                                                   |
| 6. Dezember  | Mick McLaughlin                             | walisischer Fußballspieler                                                                                | 72    |                                                                   |
| 6. Dezember  | Jaafar Mohammed Saad                        | jemenitischer Politiker und General                                                                       | ?     |                                                                   |
| 6. Dezember  | Nicholas Smith                              | britischer Schauspieler                                                                                   | 81    |                                                                   |
| 6. Dezember  | Zoltán Szabó                                | ungarischer Herzchirurg                                                                                   | 86    |                                                                   |
| 6. Dezember  | Tomi Taira                                  | japanische Schauspielerin                                                                                 | 87    |                                                                   |
| 6. Dezember  | Totju Totev                                 | bulgarischer Archäologe und Kunsthistoriker                                                               | 84    |                                                                   |
| 6. Dezember  | Howard West                                 | US-amerikanischer Fernsehproduzent                                                                        | 84    |                                                                   |
| 6. Dezember  | Holly Woodlawn                              | US-amerikanische Schauspielerin und Transgender-Aktivistin                                                | 69    |                                                                   |
| 5. Dezember  | Saturno Cerra                               | spanischer Schauspieler                                                                                   | 91    |                                                                   |
| 5. Dezember  | Luigi Conti                                 | vatikanischer Diplomat                                                                                    | 86    |                                                                   |
| 5. Dezember  | Ray Crooke                                  | australischer Maler                                                                                       | 93    |                                                                   |
| 5. Dezember  | Kiki Divaris                                | griechische Modedesignerin und Philanthropin                                                              | 90    |                                                                   |
| 5. Dezember  | Paul Durm                                   | deutscher Politiker                                                                                       | 95    |                                                                   |
| 5. Dezember  | John Garner                                 | US-amerikanischer Sänger und Schlagzeuger                                                                 | 63    |                                                                   |
| 5. Dezember  | Herbert Grabes                              | deutscher Philologe                                                                                       | 79    |                                                                   |
| 5. Dezember  | Yolande Henderson                           | pakistanische Hochschullehrerin                                                                           | 81    |                                                                   |
| 5. Dezember  | Claudia Lössl                               | deutsche Schriftstellerin                                                                                 | 40    |                                                                   |
| 5. Dezember  | William McIlvanney                          | britischer Schriftsteller                                                                                 | 79    |                                                                   |
| 5. Dezember  | Hack Meyers                                 | US-amerikanischer Wrestler                                                                                | 41    |                                                                   |
| 5. Dezember  | Marília Pêra                                | brasilianische Schauspielerin                                                                             | 72    |                                                                   |
| 5. Dezember  | Dimitar Popow                               | bulgarischer Politiker                                                                                    | 88    |                                                                   |
| 5. Dezember  | Tibor Rubin                                 | US-amerikanischer Koreakriegsveteran und Holocaustüberlebender                                            | 86    |                                                                   |
| 5. Dezember  | Horst Schuldes                              | deutscher Eishockeyspieler                                                                                | 76    |                                                                   |
| 5. Dezember  | Wolfgang Sandner                            | deutscher Physiker                                                                                        | 66    |                                                                   |
| 5. Dezember  | Siddhi Savetsila                            | thailändischer Politiker                                                                                  | 96    |                                                                   |
| 5. Dezember  | Franz Speta                                 | österreichischer Botaniker                                                                                | 73    |                                                                   |
| 5. Dezember  | Chuck Williams                              | US-amerikanischer Unternehmer und Autor                                                                   | 100   |                                                                   |
| 4. Dezember  | Meinrad Belle                               | deutscher Politiker                                                                                       | 72    |                                                                   |
| 4. Dezember  | Willie Burden                               | US-amerikanischer American- und Canadian-Football-Spieler                                                 | 64    |                                                                   |
| 4. Dezember  | Jaime Camino                                | spanischer Drehbuchautor, Filmregisseur und -produzent                                                    | 79    |                                                                   |
| 4. Dezember  | Erik De Vlaeminck                           | belgischer Radrennfahrer                                                                                  | 70    |                                                                   |
| 4. Dezember  | Jean-Louis Guillaud                         | französischer Journalist und Geschäftsführer                                                              | 86    |                                                                   |
| 4. Dezember  | Ricardo Guízar Díaz                         | mexikanischer Erzbischof                                                                                  | 82    |                                                                   |
| 4. Dezember  | Edwin Gordon                                | US-amerikanischer Musikpädagoge und Musikpsychologe                                                       | 88    |                                                                   |
| 4. Dezember  | Henry Hall                                  | britischer Physiker und Hochschullehrer                                                                   | 87    |                                                                   |
| 4. Dezember  | Wolodymyr Hrabowezkyj                       | ukrainischer Historiker und Hochschullehrer                                                               | 87    |                                                                   |
| 4. Dezember  | Eva Johannes                                | deutsche Tennisspielerin                                                                                  | 81    |                                                                   |
| 4. Dezember  | Robert Loggia                               | US-amerikanischer Schauspieler                                                                            | 85    |                                                                   |
| 4. Dezember  | Rodney Milnes                               | britischer Musikwissenschaftler und -kritiker                                                             | 79    |                                                                   |
| 4. Dezember  | Karen Montgomery                            | US-amerikanische Schauspielerin und Filmproduzentin                                                       | 66    |                                                                   |
| 4. Dezember  | Hans-Joachim Prinz                          | deutscher Fußballspieler                                                                                  | 72    |                                                                   |
| 4. Dezember  | Takamasa Sakurai                            | japanischer Medienproduzent und Autor                                                                     | 49    |                                                                   |
| 4. Dezember  | Jossi Sarid                                 | israelischer Politiker und Journalist                                                                     | 75    |                                                                   |
| 4. Dezember  | Dmitri Schumkow                             | russischer Jurist, Geschäftsmann und Philanthrop                                                          | 43    |                                                                   |
| 4. Dezember  | Dag Skogheim                                | norwegischer Schriftsteller                                                                               | 87    |                                                                   |
| 4. Dezember  | Lajos Takács                                | ungarisch-US-amerikanischer Mathematiker                                                                  | 91    |                                                                   |
| 4. Dezember  | Gertruda Trojanowa                          | sowjetische bzw. russische Sängerin und Gesangslehrerin                                                   | 89    |                                                                   |
| 4. Dezember  | Armin Ude                                   | deutscher Opernsänger und Hochschullehrer                                                                 | 82    |                                                                   |
| 4. Dezember  | Laurent Violet                              | französischer Komiker und Schauspieler                                                                    | 50    |                                                                   |
| 4. Dezember  | Raimund le Viseur                           | deutscher Journalist und Autor                                                                            | 78    |                                                                   |
| 4. Dezember  | Xu Ming                                     | chinesischer Industrieller                                                                                | 44    |                                                                   |
| 3. Dezember  | Gladstone Anderson                          | jamaikanischer Sänger und Pianist                                                                         | 81    |                                                                   |
| 3. Dezember  | Bill Bennett                                | kanadischer Politiker                                                                                     | 83    |                                                                   |
| 3. Dezember  | Marah Halim Harahap                         | indonesischer Politiker und Sportfunktionär                                                               | 94    |                                                                   |
| 3. Dezember  | Harald Karas                                | deutscher Journalist und Fernsehmoderator                                                                 | 88    |                                                                   |
| 3. Dezember  | Hans Dieter Meyer                           | deutscher Jurist und Versicherungsfachmann                                                                | 79    |                                                                   |
| 3. Dezember  | Kurt Niederwimmer                           | österreichischer evangelischer Theologe und Neutestamentler                                               | 86    |                                                                   |
| 3. Dezember  | Lawrence Pugh                               | US-amerikanischer Geschäftsmann                                                                           | 82    |                                                                   |
| 3. Dezember  | Helmut Reefschläger                         | deutscher Schachspieler                                                                                   | 71    |                                                                   |
| 3. Dezember  | Wladimir Schelesnikow                       | sowjetischer bzw. russischer Schriftsteller, Drehbuchautor und Filmproduzent                              | 90    |                                                                   |
| 3. Dezember  | Bernd Schirok                               | deutscher Germanist und Literaturwissenschaftler                                                          | 75    |                                                                   |
| 3. Dezember  | Rudolf Steiner                              | deutscher Fußballspieler                                                                                  | 78    |                                                                   |
| 3. Dezember  | Atanas Svilenov                             | bulgarischer Film- und Literaturkritiker                                                                  | 78    |                                                                   |
| 3. Dezember  | Wladimir Turiansky                          | uruguayischer Politiker und Gewerkschaftsführer                                                           | ≈88   |                                                                   |
| 3. Dezember  | Tutuca                                      | brasilianischer Komiker und Schauspieler                                                                  | 83    |                                                                   |
| 3. Dezember  | Giammaria Visconti di Modrone               | italienischer Unternehmer und Fußballfunktionär                                                           | 80    |                                                                   |
| 3. Dezember  | Willi Vordenbäumen                          | deutscher Fußballspieler                                                                                  | 87    |                                                                   |
| 3. Dezember  | Scott Weiland                               | US-amerikanischer Sänger und Musiker                                                                      | 48    |                                                                   |
| 3. Dezember  | Melvin Williams                             | US-amerikanischer Krimineller und Fernsehschauspieler                                                     | 73    |                                                                   |
| 2. Dezember  | Juan Eduardo Azzini                         | uruguayischer Politiker und Schriftsteller                                                                | 98    |                                                                   |
| 2. Dezember  | Jean Batigne                                | französischer Schlagwerker und Komponist                                                                  | 82    |                                                                   |
| 2. Dezember  | Sandy Berger                                | US-amerikanischer Jurist                                                                                  | 70    |                                                                   |
| 2. Dezember  | Claude Burneau                              | französischer Dichter                                                                                     | 64    |                                                                   |
| 2. Dezember  | Jacques Denis                               | französischer Schauspieler                                                                                | 72    |                                                                   |
| 2. Dezember  | John Eaton                                  | US-amerikanischer Komponist und Pianist                                                                   | 80    |                                                                   |
| 2. Dezember  | Matthias Horndasch                          | deutscher Komponist und Autor                                                                             | 54    |                                                                   |
| 2. Dezember  | Gabriele Ferzetti                           | italienischer Schauspieler                                                                                | 90    |                                                                   |
| 2. Dezember  | Sam Ibiam                                   | nigerianischer Fußballtorwart                                                                             | 90    |                                                                   |
| 2. Dezember  | Ulla-Britt Johansson                        | schwedische Leichtathletin                                                                                | 81    |                                                                   |
| 2. Dezember  | Ferenc Juhász                               | ungarischer Dichter                                                                                       | 87    |                                                                   |
| 2. Dezember  | Heinz Kahlow                                | deutscher Schriftsteller und Vortragskünstler                                                             | 91    |                                                                   |
| 2. Dezember  | Wim Kolijn                                  | niederländischer Politiker                                                                                | 71    |                                                                   |
| 2. Dezember  | Gottfried Körner                            | deutscher Maler und Grafiker                                                                              | 88    |                                                                   |
| 2. Dezember  | Ernst Larsen                                | norwegischer Leichtathlet                                                                                 | 89    |                                                                   |
| 2. Dezember  | Minoo Lenarz                                | iranisch-deutsche Medizinerin und Hochschullehrerin                                                       | 49    |                                                                   |
| 2. Dezember  | Ramón Lugrís                                | spanischer Journalist, Übersetzer und Essayist                                                            | ≈83   |                                                                   |
| 2. Dezember  | Srboljub Milin                              | serbischer Schauspieler                                                                                   | 74    |                                                                   |
| 2. Dezember  | Peter Moosleitner                           | deutscher Journalist und Magazingründer                                                                   | 82    |                                                                   |
| 2. Dezember  | Franz Neubauer                              | deutscher Politiker                                                                                       | 85    |                                                                   |
| 2. Dezember  | John Osborn                                 | britischer Politiker                                                                                      | 92    |                                                                   |
| 2. Dezember  | Jan Petránek                                | tschechischer Geologe, Autor und Hochschullehrer                                                          | 93    |                                                                   |
| 2. Dezember  | M. A. M. Ramaswamy                          | indischer Politiker, Unternehmer und Pferdezüchter                                                        | 84    |                                                                   |
| 2. Dezember  | John Rassias                                | US-amerikanischer Hochschullehrer                                                                         | 90    |                                                                   |
| 2. Dezember  | George T. Sakato                            | US-amerikanischer Weltkriegsveteran                                                                       | 94    |                                                                   |
| 2. Dezember  | A. Sheriff                                  | indischer Drehbuchautor und Filmregisseur                                                                 | 74    |                                                                   |
| 2. Dezember  | Thom Thomas                                 | US-amerikanischer Schauspieler, Drehbuchautor und Dramatiker                                              | 84    |                                                                   |
| 2. Dezember  | Jörg Triebfürst                             | deutscher Jurist                                                                                          | 86    |                                                                   |
| 2. Dezember  | Anthony Valentine                           | britischer Schauspieler                                                                                   | 76    |                                                                   |
| 2. Dezember  | Georg von Waldburg zu Zeil und Trauchburg   | deutscher Unternehmer                                                                                     | 87    |                                                                   |
| 2. Dezember  | Luz Marina Zuluaga                          | kolumbianische Schönheitskönigin                                                                          | 77    |                                                                   |
| 1. Dezember  | Jesús Arias                                 | spanischer Musiker und Journalist                                                                         | 52    |                                                                   |
| 1. Dezember  | Stanislaw Astaptschik                       | sowjetischer bzw. belarussischer Materialwissenschaftler                                                  | 80    |                                                                   |
| 1. Dezember  | Paul Bernard                                | französischer Archäologe                                                                                  | 86    |                                                                   |
| 1. Dezember  | Manfred Blechschmidt                        | deutscher Schriftsteller                                                                                  | 92    |                                                                   |
| 1. Dezember  | Rob Blokzijl                                | niederländischer Physiker und Informatiker                                                                | 72    |                                                                   |
| 1. Dezember  | Edwar al-Charrat                            | ägyptischer Schriftsteller                                                                                | 89    |                                                                   |
| 1. Dezember  | Joseph Engelberger                          | US-amerikanischer Ingenieur                                                                               | 90    |                                                                   |
| 1. Dezember  | Leonardo Franco                             | uruguayischer Musiker, Gitarrist und Komponist                                                            | 73    |                                                                   |
| 1. Dezember  | Robert E. Glennen                           | US-amerikanischer Universitätspräsident                                                                   | 82    |                                                                   |
| 1. Dezember  | Mariam Ismail                               | malaysische Schauspielerin                                                                                | 82    |                                                                   |
| 1. Dezember  | Klaus-Dieter Kaiser                         | deutscher Historiker                                                                                      | 80    |                                                                   |
| 1. Dezember  | Sabri Khan                                  | indischer Musiker                                                                                         | 88    |                                                                   |
| 1. Dezember  | John F. Kurtzke                             | US-amerikanischer Neuro-Epidemiologe                                                                      | 89    |                                                                   |
| 1. Dezember  | Jim Loscutoff                               | US-amerikanischer Basketballspieler                                                                       | 85    |                                                                   |
| 1. Dezember  | Ija Luginina                                | sowjetische bzw. russische Baustoffkundlerin und Hochschullehrerin                                        | 93    |                                                                   |
| 1. Dezember  | Antonio Troyo Calderón                      | costa-ricanischer Bischof                                                                                 | 92    |                                                                   |
| 1. Dezember  | Werner Twerenbold                           | Schweizer Unternehmer                                                                                     | 69    |                                                                   |